# Pogononeura biflora
Pogononeura biflora är en gräsart som beskrevs av Diana Margaret Napper. Pogononeura biflora ingår i släktet Pogononeura och familjen gräs. Inga underarter finns listade i Catalogue of Life.